# 아카사카 Biz 타워
아카사카 Biz 타워(일본어: あかさかビズタワー)는 도쿄도 미나토구 아카사카에 있는 마천루이다. 높이는 179.3m, 39층으로 되어 있다. 지하 1층에서 지상 3층까지는 상업시설들이 들어서 있고, 4층 위로는 일반 업무시설들이 들어서 있다.